# Витебскдрев
ОАО «Витебскдрев» (бел. ААТ «Віцебскдрэў») — белорусская деревообрабатывающая компания, расположенная в Витебске.

## История
В 1928 году (по другой информации, в 1927 году) в Витебске был создан фанерный завод. В 1944 году начал работу домостроительный комбинат, в 1947—1948 годах были введены в эксплуатацию лесопильный и сушильный цеха (первая очередь ДСК). В 1960 году был введён в эксплуатацию цех крупнопанельного домостроения, в 1971 году начал работу цех ДВП
. В 1966 году домостроительный комбинат (ДСК) преобразован в деревообрабатывающий. Из-за того, что в первые послевоенные годы завод имел домостроительный профиль, он первоначально находился в подчинении органов управления строительством: до 1953 года завод входил в состав Главного управления индустриального домостроения и производственных предприятий Министерства строительства тяжелой индустрии СССР, в 1953—1957 годах — Министерства строительства СССР, в 1957—1973 годах — в систему Министерства промышленного строительства БССР. В 1973 году передан в подчинение Министерству лесной и деревообрабатывающей промышленности БССР и одновременно преобразован в Витебское производственное деревообрабатывающее объединение, которое в 1975 году преобразовано в производственное объединение «Витебскдрев». В 1988 году ПО «Витебскдрев» было преобразовано в Витебское производственное деревообрабатывающее объединение «Витебскдрев» и передано Министерству строительства БССР, которое в 1994 году преобразовано в Министерство архитектуры и строительства Республики Беларусь. В 1995 году ВПДО «Витебскдрев» преобразовано в открытое акционерное общество, в 1995 году передано государственному концерну «Беллесбумпром». Основными видами производимой продукции на 1996 год являлись плиты ДВП и ДСП, ящики, дверные и оконные блоки. В 2011—2014 годах строился завод по производству плит МДФ. В 2016 году «Витебскдрев» прекратил производство плит ДСП.

## Современное состояние
Завод производит плиты МДФ и ХДФ, ДВП, напольные ламинированные плиты, двери, деревянные окна, пиломатериалы, строганый погонаж, поддоны. Предприятие располагает мощностями по переработке 1000 м³ древесины в сутки.
С 2016 года завод входит в «Холдинг организаций деревообрабатывающей промышленности» (с 2018 года — холдинг «Borwood»). В 2018 году предприятие стало резидентом свободной экономической зоны «Витебск». По итогам 2018 года выручка предприятия составила 42,8 млн рублей (около 21 млн долларов). По этому показателю компания находилась на 5-м месте из девяти предприятий холдинга. Чистый убыток предприятия в 2018 году составил 16,1 млн рублей (около 8 млн долларов).